# Halbsold
Halbsold oder halbierter Sold (engl. half-pay) bedeutete, dass Soldaten (auch Offizieren oder Marineangehörigen) nur der halbe Sold gezahlt wurde, weil entweder gerade kein Krieg war oder sie trotz Krieg keine Verwendung fanden.
Die Bezeichnung „half-pay“ tauchte erstmals 1664 in Samuel Pepys’ Tagebuch auf. Zwischen den Napoleonischen Kriegen wurden große Teile der britischen Marine derart außer Dienst gestellt. In Frankreich wurden in Friedenszeiten weiterbeschäftigte oder auch für regulären Felddienst untaugliche Soldaten, die als Besatzung eingesetzt wurden, als „Mortes-payes“ bezeichnet.
Am 21. Oktober 1780 beschloss der amerikanische „Kongress der Revolution“ eine pensionsähnliche Zahlung von Halbsold auf Lebenszeit für aus dem Dienst ausgeschiedene Offiziere unter der Voraussetzung, dass diese bis zum Kriegsende im regulären Dienst waren. Der nachfolgende Kongress der Bundesstaaten wandelte diesen Halbsold am 22. März 1783 in eine fünfjährige Zahlung vollen Soldes ab Kriegsende um und löste am 18. Oktober die Kontinentalarmee auf.